# أندريه لانجفان
أندريه لانجفان هو كاتب كندي، ولد في 11 يوليو 1927 في مونتريال في كندا، وتوفي في 21 فبراير 2009 في كووانسفيل في كندا.